# Christian Kuhnke
Christian Kuhnke (Berlino, 13 aprile 1939) è un ex tennista tedesco.

## Carriera
A livello Slam ha raggiunto in singolare i quarti di finale agli Australian Championships 1961 e per due volte al Torneo di Wimbledon uscendone tuttavia sempre sconfitto.
Nel doppio maschile ha raggiunto la finale al Roland Garros 1962 in coppia con il connazionale Wilhelm Bungert ma si sono arresi alla squadra australiana formata da Roy Emerson e Neale Fraser.
Con la Squadra tedesca di Coppa Davis ha giocato un totale di settantaquattro incontri vincendone cinquantuno ed ha raggiunto la finale della Coppa Davis 1970.